# Nemesia bristowei
Espèce
Nemesia bristowei est une espèce d'araignées mygalomorphes de la famille des Nemesiidae.

## Distribution
Cette espèce est endémique de Majorque dans les îles Baléares en Espagne. Elle se rencontre dans le Sud de l'île.

## Description
Le mâle holotype mesure 10,3 mm, les mâles mesurent de 9 à 10,5 mm et les femelles de 12 à 17 mm.

## Étymologie
Cette espèce est nommée en l'honneur de l'arachnologiste William Syer Bristowe.

## Publication originale
- Decae, 2005 : Trapdoor spiders of the genus Nemesia Audouin, 1826 on Majorca and Ibiza: taxonomy, distribution and behaviour (Araneae, Mygalomorphae, Nemesiidae). Bulletin of the British Arachnological Society, vol. 13, no 5, p. 145-168 (texte intégral).